# Welega

Províncies d'Etiòpia abans del 1995

Welega fou una antiga província d'Etiòpia a l'oest del país, que va existir fins al 1995. La seva capital era Nekemte. Agafa el seu nom del clan oromo dels Welega que forma la majoria de la població dins els seus límits. La província limitava a l'oest amb el Sudan, al nord el riu Abbay que la separava de Gojjam, a l'est amb Shoa (Shewa) i al sud-est la província de Kaffa i la d'Illubabor. Estava dividida en sis awraja o districtes: Asosa, Kelem, Gimbi, Arjo, Nekemte i Horo Guduru.

## Història
Després de la campanya a l'Àfrica Oriental Italiana a la II Guerra Mundial el 1941, la província fou alliberada pels britànics. Haile Selassie va establir una nova divisió administrativa i a l'antiga província de Welega hi va afegir la de Sibu i les àrees semiautònomes d'Asosa, Benishangul, Leqa Naqamte i Leqa Qellam.
Els límits de Welega van restar sense canvis. Durant el govern del Derg el Front d'Alliberament Oromo va estendre la lluita a la zona i el 1989 dominava la província; l'administració li fou reconeguda a les conferències de pau de maig a Londres i juliol a Addis Abeba que van seguir la caiguda del Derg; però enfrontat al govern de majoria trigrinya, es va desfermar una sagnant repressió que va acabar amb la mort o l'empresonament de 20.000 soldats oromos i l'assumpció del control pel Front Democràtic Revolucionari Popular Etíop (ERPDF). La constitució de 1995 va repartir Welega, quedan les zones d'Asosa i Kamashi dins la regió de Benishangul-Gumuz i la resta (zones de Mirab Welega, Misraq Welega i Illubabor) dins la regió d'Oròmia.